# Polystira sunderlandi
Polystira sunderlandi is een slakkensoort uit de familie van de Turridae. De wetenschappelijke naam van de soort is voor het eerst geldig gepubliceerd in 1987 door Petuch.